# Bahnhof Eislingen (Fils)
Der Bahnhof Eislingen (Fils) liegt am Streckenkilometer 46,1 der Filstalbahn.

## Geschichte

### Eröffnung
Um eine Verbindung von Stuttgart nach Ulm zu schaffen, errichtete die Königlich Württembergische Staatsbahn die Ostbahn. Auf Großeislinger Gemarkung, rund 400 Meter südlich des Dorfs, entstand eine Bahnstation. Diese erhielt den Namen Eislingen (auf alten Fahrplänen Eißlingen), da die Eisenbahndirektion Kleineislingen, an der Staatsstraße Stuttgart–Ulm gelegen und 1000 Einwohner zählend, nicht benachteiligen wollte.
Am 11. Oktober 1847 eröffnete die Staatsbahn den Streckenabschnitt Plochingen–Süßen. Die Station Eislingen verfügte über ein zweistöckiges Empfangsgebäude, das für ein Kassenzimmer, einen Warteraum sowie einen Gepäckraum Platz bot. Im Obergeschoss befand sich eine Wohnung. Östlich des Empfangsgebäudes, am Bahnübergang der Straße zwischen Groß- und Kleineislingen, stand ein zweistöckiges Wärterwohnhaus.

### Erweiterung und Industrialisierung in Großeislingen
Westlich des Empfangsgebäudes stand ab 1853 ein Güterschuppen mit einer kleinen Bahnwärterwohnung. Am 10. März 1859 bezog die Post einen Raum im Empfangsgebäude. Von 1859 bis 1862 baute die Staatsbahn die Ostbahn zwischen Plochingen und Ulm zweigleisig aus.
Bereits in den Jahren 1837 bis 1839 entstand die Papierfabrik der Firma J. C. Schwarz & Söhne, die 1861 expandierte und am Mühlkanal eine weitere Papierfabrik errichtete. 1882 machten sich die Mechanikerbrüder Geiger mit der Firma Gebrüder Geiger, Fabrik für landwirtschaftliche Maschinen selbständig. Um 1900 erwarb die Firma Zeller und Gmelin ein Gelände beim Bahnhof, auf dem sie eine Ölraffinerie für Pflanzen- und Schmieröl aufbauten.
1898 erhielt das Empfangsgebäude zwei einstöckige Anbauten, um einen Wartesaal (östlicher Anbau), sowie Fahrdienst-, Vorstands-, Registratur- und Kassenzimmer (westlicher Anbau) besser unterzubringen. Ebenso erfuhr der Güterschuppen 1904 einen Umbau samt Vergrößerung. 1906 entstand die erste Bahnsteigunterführung. 1909 verließ die Post das Empfangsgebäude und bezog ein neues Gebäude in der Hauptstraße. 1913 erweiterte die Staatsbahn den bislang zweigleisigen Bahnhof um zwei zusätzliche Gleise. Dabei musste sie auch die Unterführung erweitern.

### Reichs- und Bundesbahnzeit
Am 1. Juni 1933 nahm die Deutsche Reichsbahn auf der Ostbahn fahrplanmäßig den elektrischen Betrieb auf und integrierte sie in den Stuttgarter Vorortverkehr.
Am 8. Juli 1938 konnte eine neue viereinhalb Meter breite Unterführung fertiggestellt werden. Für den Straßenverkehr bestanden bereits 1939 Überlegungen für eine Brücke, die man aber vorerst verwarf. Erst Ende der 1960er Jahre konnte die Deutsche Bundesbahn den Bahnübergang an der Hauptstraße schließen und das Wärterwohngebäude abreißen, als die Stadtverwaltung am 19. Dezember 1967 die Überführung feierlich einweihte.
Nachdem das Empfangsgebäude 1980 in den Besitz der Stadt übergegangen war, ließ sie es am 8. Mai 1982 abreißen, um auf dem Gelände ein neues Dienstleistungszentrum zu errichten.

### Ausblick
Der Bahnhof ist Teil des Digitalen Knotens Stuttgart (Baustein 3, Planbereich 3), die Ausrüstung jedoch aus finanziellen Gründen zurückgestellt.

## Infrastruktur

### Bahnsteige und Bahnsteiggleise
Der Bahnhof wird von Regionalzügen bedient, für die zwei Bahnsteige mit insgesamt drei Gleisen zur Verfügung stehen. Gleis 1, der Hausbahnsteig, dient als Ausweichgleis für planmäßige oder außerplanmäßige Überholungen langsamerer Züge in Richtung Ulm. Gleis 2 und Gleis 3 befinden sich an einem Mittelbahnsteig: Auf Gleis 2 fahren die Züge nach Ulm, während Gleis 3 für die Züge nach Stuttgart genutzt wird. Gleis 4 hat keinen Bahnsteig und wird ausschließlich als Ausweichgleis für Überholungen langsamerer Züge verwendet.

### Stellwerk

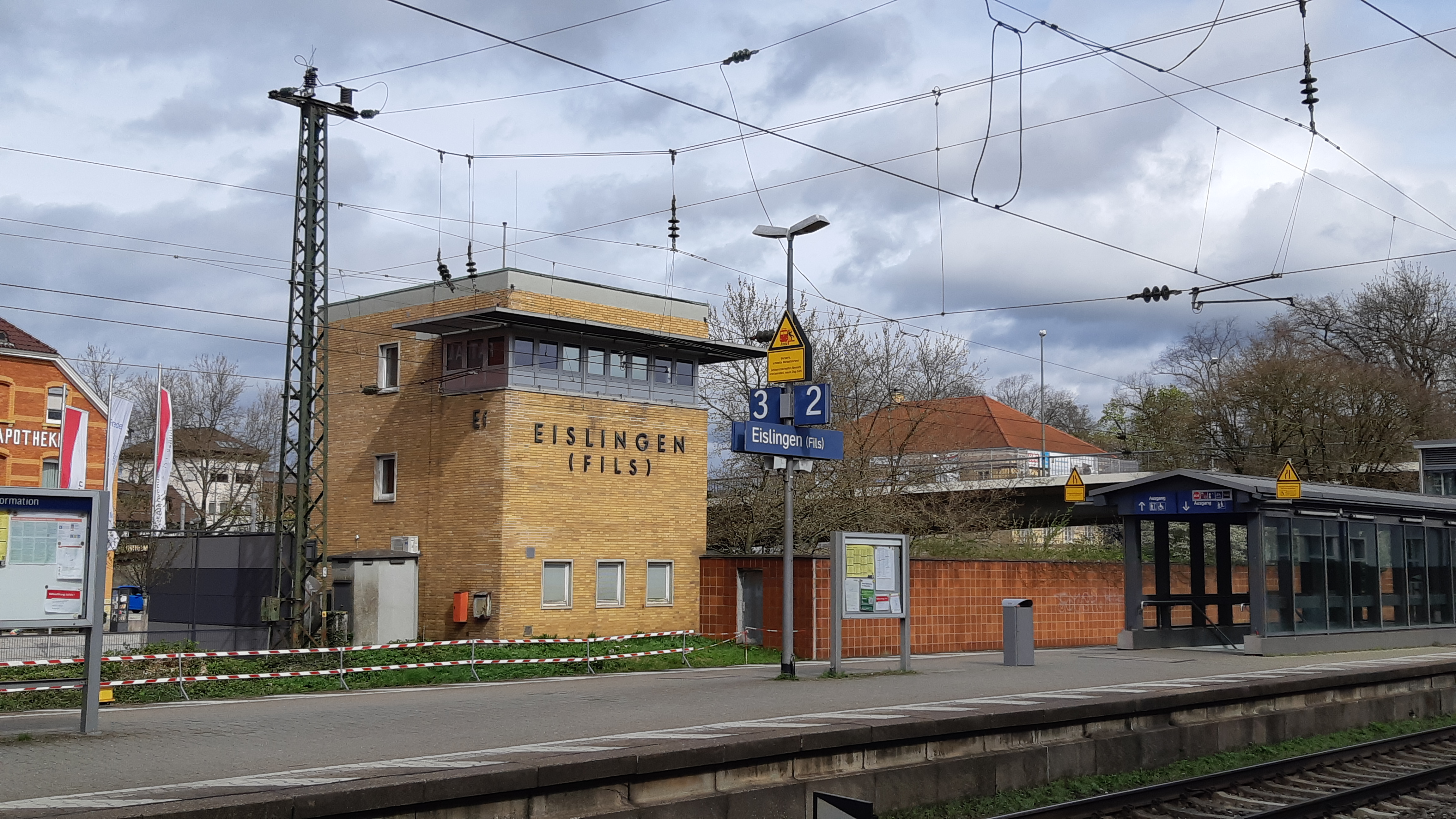
Stellwerk Eislingen (Fils)

Der Bahnhof wird von einem örtlichen Fahrdienstleiter über ein 1965 in Betrieb genommenes Stellwerk der Bauform Sp Dr L30 gesteuert. Das Stellwerk steuert auch eine Blockstrecke bis Süßen. Die Signalisierung erfolgt über H/V-Signale, die Gleisfreimeldung über 100-Hz-Gleiskreise.

## Verkehr
Der Bahnhof Eislingen (Fils) gehört bei DB InfraGO zur Preisklasse 5.
| Linie                    | Strecke                                                                                                | Taktfrequenz                                    | Betreiber                 |
| ------------------------ | --- | ----------------------------------------------- | ------------------------- |
| MEX 16                   | Stuttgart – Esslingen (Neckar) – Plochingen – Göppingen – Eislingen (Fils) – Geislingen (Steige) – Ulm | halbstündlich bis Geislingen, stündlich bis Ulm | Arverio Baden-Württemberg |
| Stand: 15. Dezember 2024 | |                                                 |                           |

### Bildergalerie

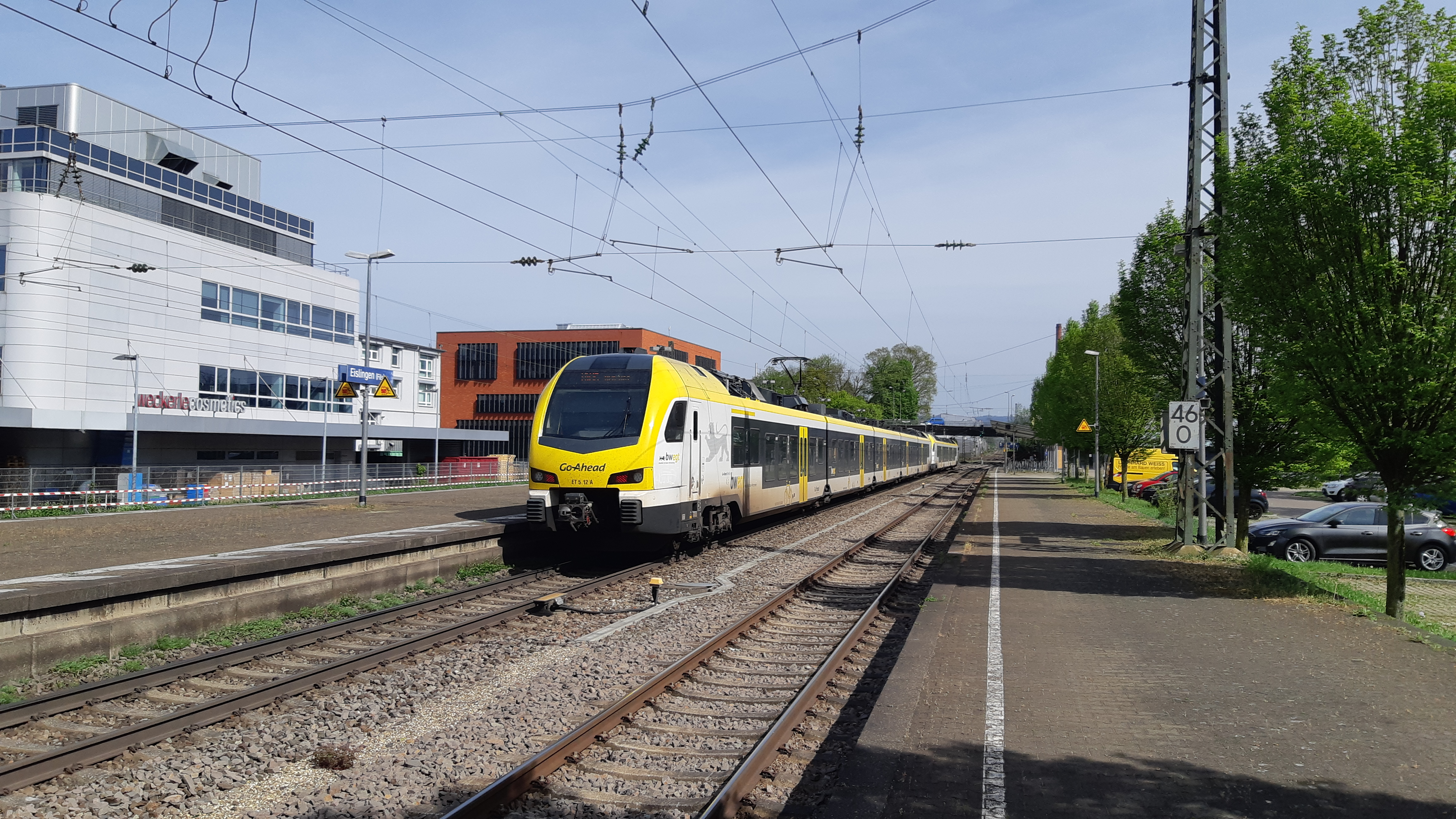
Flirt 3 (3- und 5-teilig)
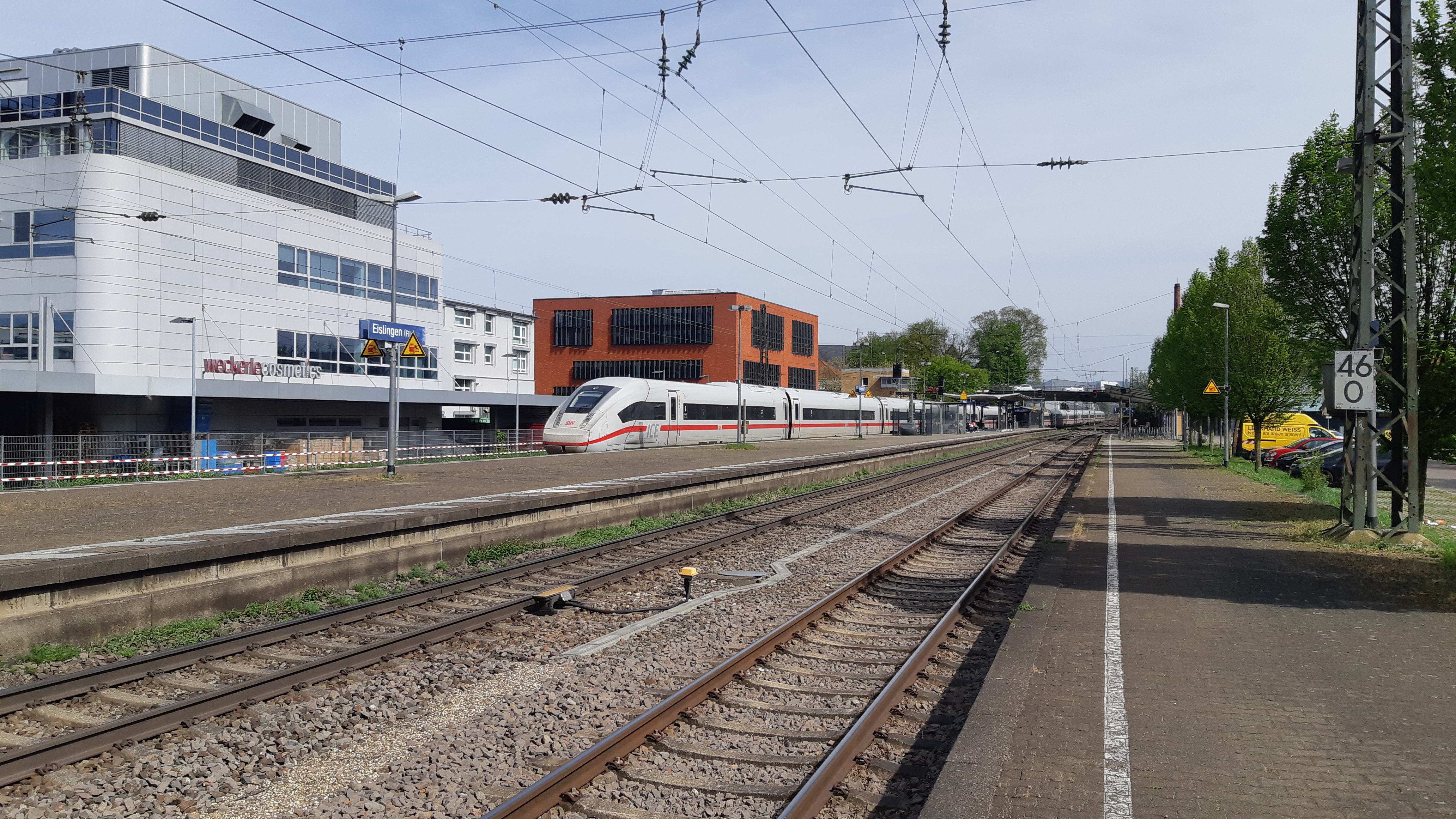
ICE 4 (13-teilig)
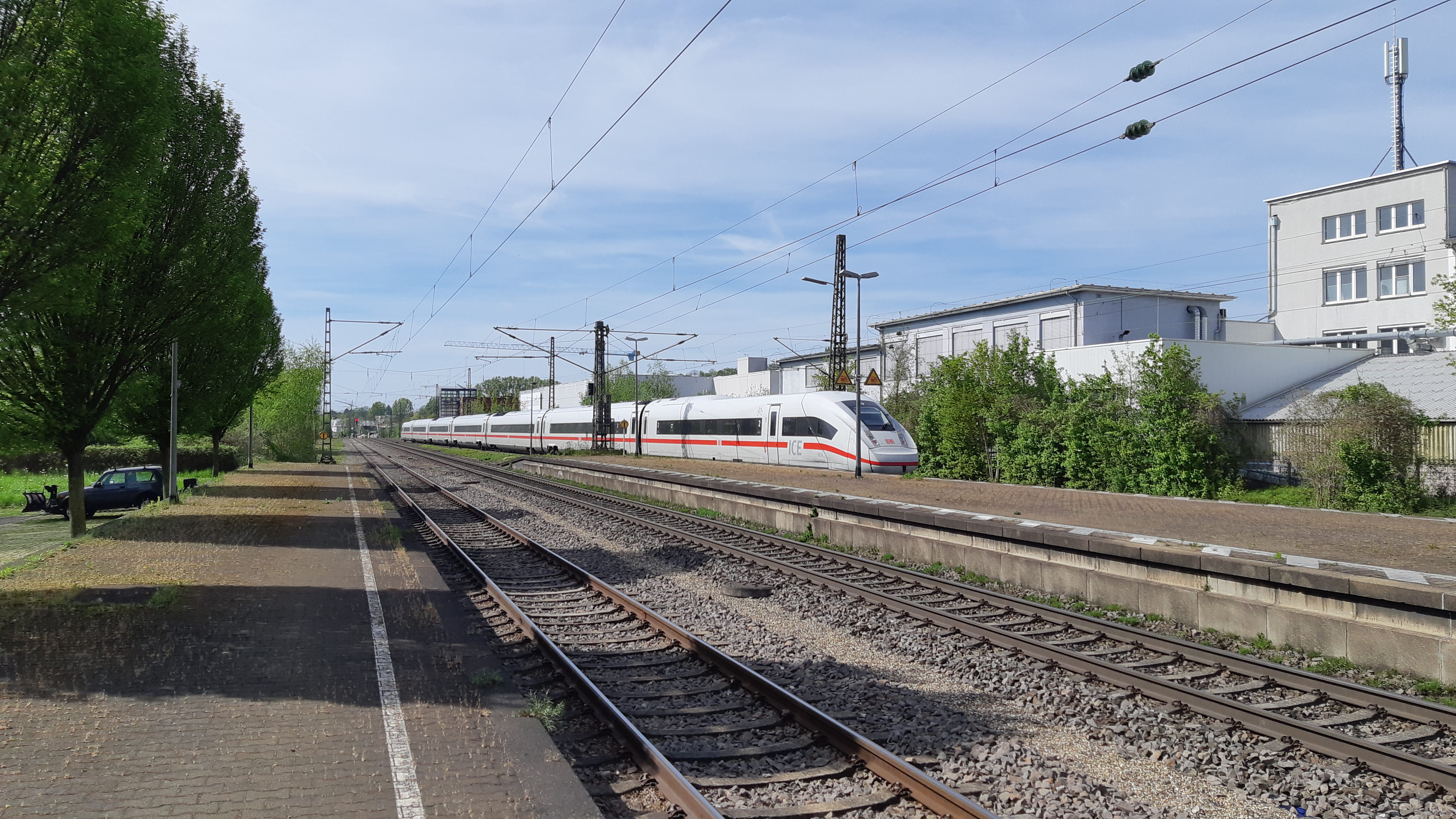
ICE 4 (7-teilig)
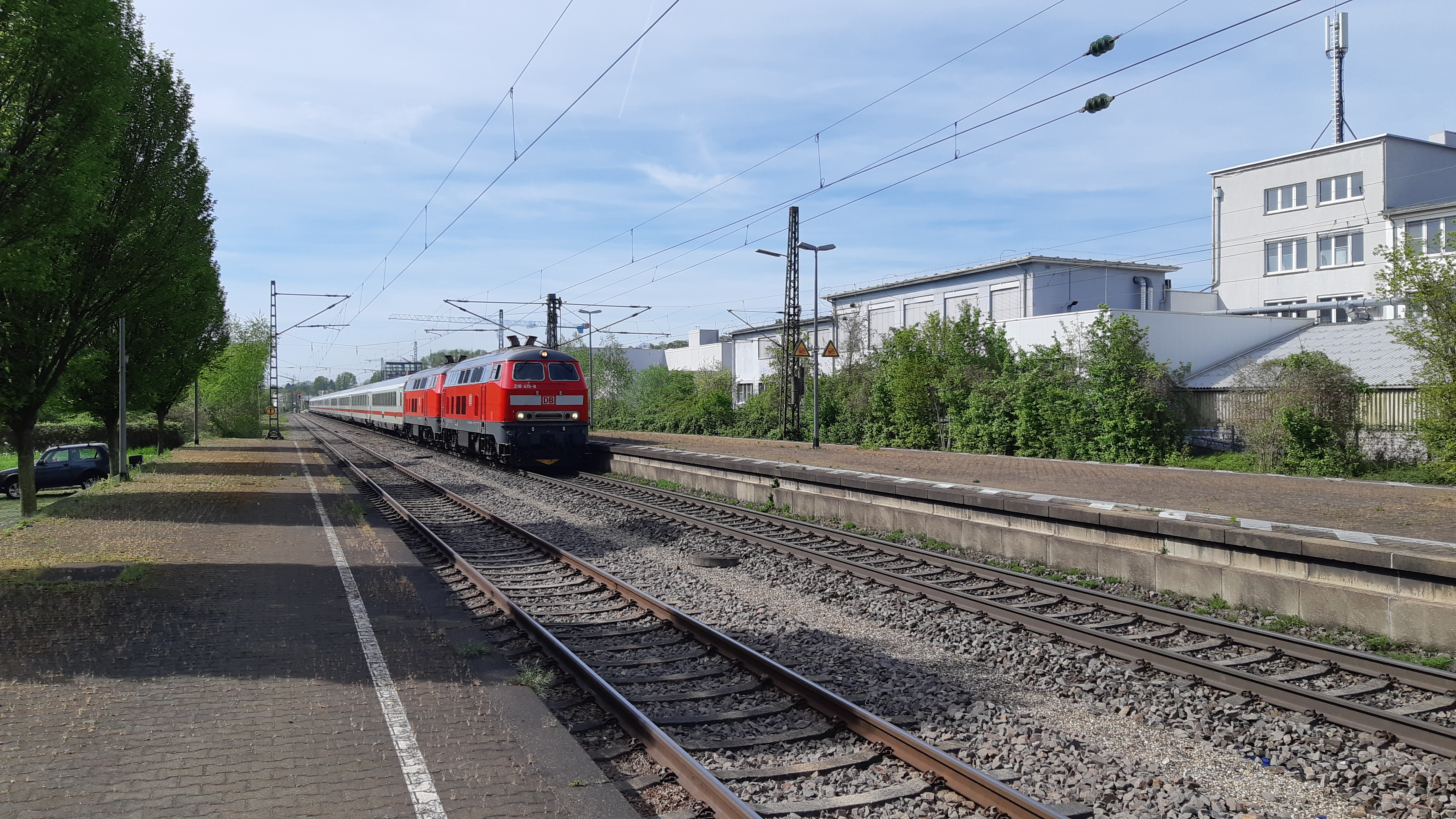
Doppeltraktion Baureihe 218 mit IC